# Serie A1 1970/71
Die Saison 1970/71 war die 37. Spielzeit der Serie A1, der höchsten italienischen Eishockeyspielklasse. Meister wurde zum insgesamt zwölften Mal in der Vereinsgeschichte SG Cortina.

## Modus
Die sechs Mannschaften absolvierten in der Hauptrunde jeweils zehn Spiele. Der Erstplatzierte wurde Meister. Für einen Sieg erhielt jede Mannschaft zwei Punkte, bei einem Unentschieden gab es einen Punkt und bei einer Niederlage null Punkte.

## Hauptrunde

### Tabelle
|    | Klub          | Punkte |
| -- | ------------- | ------ |
| 1. | SG Cortina    | 20     |
| 2. | HC Gherdëina  | 14     |
| 3. | HC Alleghe    | 11     |
| 4. | HC Bozen      | 8      |
| 5. | HC Auronzo    | 4      |
| 6. | Asiago Hockey | 3      |

Sp = Spiele, S = Siege, U = unentschieden, N = Niederlagen, OTS = Overtime-Siege, OTN = Overtime-Niederlage, SOS = Penalty-Siege, SON = Penalty-Niederlage

## Meistermannschaft
Enrico Benedetti – Paolo Bernardi – Silvio Bernardi – Franco Costantini – Giulio Costantini – Alberto Da Rin – Gianfranco Da Rin – Renato Franceschi – Bruno Frison – Bruno Ghedina – Antonio Huber – Mario Lacedelli – Renato Lacedelli – Giuseppe Lorenzi – Giovanni Mastel – Lorenzo Menardi – Fabio Polloni – Ruggero Savaris – Jack Siemon – Giulio Verocai